# Dallas-Fort Worth Film Critics Association Awards 2009
La 15ª edizione dei Dallas-Fort Worth Film Critics Association, annunciata il 16 dicembre 2009, ha premiato i migliori film usciti nel corso dell'anno.

## Vincitori
A seguire vengono indicati i vincitori, in grassetto.

### Miglior film
1. Tra le nuvole (Up in the Air), regia di Jason Reitman
2. The Hurt Locker, regia di Kathryn Bigelow
3. Precious, regia di Lee Daniels
4. Up, regia di Pete Docter e Bob Peterson
5. An Education, regia di Lone Scherfig
6. A Serious Man, regia di fratelli Coen
7. Bastardi senza gloria (Inglourious Basterds), regia di Quentin Tarantino
8. District 9, regia di Neill Blomkamp
9. Avatar, regia di James Cameron
10. Fantastic Mr. Fox, regia di Wes Anderson

### Miglior regista
1. Jason Reitman - Tra le nuvole (Up in the Air)
2. Kathryn Bigelow - The Hurt Locker
3. Lee Daniels - Precious
4. Joel ed Ethan Coen - A Serious Man
5. Quentin Tarantino - Bastardi senza gloria (Inglourious Basterds)

### Miglior attore
1. George Clooney - Tra le nuvole (Up in the Air)
2. Jeff Bridges - Crazy Heart
3. Jeremy Renner - The Hurt Locker
4. Colin Firth - A Single Man
5. Morgan Freeman - Invictus - L'invincibile (Invictus)

### Miglior attrice
1. Carey Mulligan - An Education
2. Meryl Streep - Julie & Julia
3. Gabourey Sidibe - Precious
4. Emily Blunt - The Young Victoria
5. Sandra Bullock - The Blind Side

### Miglior attore non protagonista
1. Christoph Waltz - Bastardi senza gloria (Inglourious Basterds)
2. Woody Harrelson - Oltre le regole - The Messenger (The Messenger)
3. Stanley Tucci - Amabili resti (The Lovely Bones)
4. Alfred Molina - An Education
5. Christian McKay - Me and Orson Welles

### Miglior attrice non protagonista
1. Mo'Nique - Precious
2. Anna Kendrick - Tra le nuvole (Up in the Air)
3. Vera Farmiga - Tra le nuvole (Up in the Air)
4. Marion Cotillard - Nine
5. Maggie Gyllenhaal - Crazy Heart

### Miglior film straniero
1. Sin nombre, regia di Cary Fukunaga
2. Gli abbracci spezzati (Los abrazos rotos), regia di Pedro Almodóvar
3. Ore d'estate (L'Heure d'été), regia di Olivier Assayas
4. La banda Baader Meinhof (Der Baader Meinhof Komplex), regia di Uli Edel
5. La battaglia dei tre regni (赤壁), regia di John Woo

### Miglior documentario
1. The Cove - La baia dove muoiono i delfini (The Cove), regia di Louie Psihoyos
2. Anvil! The Story of Anvil, regia di Sacha Gervasi
3. Capitalism: A Love Story, regia di Michael Moore
4. Michael Jackson's This Is It, regia di Kenny Ortega
5. Burma Vj - Cronache da un paese blindato (Burma VJ: Reporter i et lukket land), regia di Anders Østergaard a pari merito con The September Issue, regia di R. J. Cutler

### Miglior film d'animazione
1. Up, regia di Pete Docter e Bob Peterson
2. Fantastic Mr. Fox, regia di Wes Anderson

### Miglior fotografia
1. Andrew Lesnie - Amabili resti (The Lovely Bones)
2. Barry Ackroyd - The Hurt Locker

### Miglior sceneggiatura
1. Jason Reitman e Sheldon Turner - Tra le nuvole (Up in the Air)
2. Joel ed Ethan Coen - A Serious Man

### Russell Smith Award
- Precious per il miglior film indipendente a basso budget